# الهجوم الأوكراني المضاد في خاركيف 2022
الهجوم الأوكراني المضاد في خاركيف عام 2022 هو هجوم جارٍ شنته القوات المسلحة الأوكرانية في 6 سبتمبر 2022 على الأراضي التي تحتلها روسيا في مقاطعات خاركيف، ودونيتسك، ولوهانسك. حيث بدأت القوات الأوكرانية هجومًا مضادًا في أوائل سبتمبر 2022، في مقاطعة خاركيف في شمال شرق البلاد بعد شنها الهجوم الأوكراني المضاد في الجنوب في مقاطعة خيرسون في أواخر أغسطس 2022.
بحلول 9 سبتمبر 2022، تمكنت القوات الأوكرانية التي شنت الهجوم المضاد في مقاطعة خاركيف من التوغل في الخطوط العسكرية الروسية. كما ذكر معهد دراسة الحرب أن القوات الأوكرانية استولت على ما يقارب 2٫500 كيلومتر مربع (أي 970 ميل مربع) في منطقة خاركيف بحلول 10 سبتمبر 2022، وذلك باستغلالها الأمثل لعملية التوغل. وذكرت وكالة رويترز أن القوات الروسية أُجبرت على الانسحاب من قاعدتها في مدينة إيزيوم بعد انقطاعها عن بقية الأراضي الأوكرانية بسبب استيلاء القوات الأوكرانية على مركز السكك الحديدية الرئيسي في مدينة كوبيانسك. وقد أنشأت القوات الأوكرانية جسرًا فوق نهر أوسكيل بالقرب من بوروفا. وبحلول 17 سبتمبر 2022، ثبت أن القوات الأوكرانية قد اخترقت خط الجبهة الروسي على طول نهر أوسكيل. وزعمت القوات الأوكرانية أنها تقدمت نحو الضفة اليسرى من نهر أوسكيل.

## المعلومات الأساسية
نتج عن الهجمات الروسية في الأشهر الأولى من الغزو الروسي لأوكرانيا سيطرة روسيا على مساحات شاسعة من مقاطعة خاركيف، بما في ذلك المراكز اللوجستية الرئيسية في مدينتي إيزيوم وكوبيانسك. ولكن بقيت معظم المناطق في مقاطعة خاركيف تحت سيطرة أوكرانيا، بما في ذلك مدينة خاركيف التي تعرضت لقصف صاروخي ومدفعي متواصل، وقصف بالذخيرة العنقودية في هجوم شنته روسيا حتى أغسطس، 2022.
كما صدت القوات الأوكرانية التقدم الروسي نحو مقاطعة خاركيف، ثم شنت هجمات مضادة في شهري مارس ومايو، 2022، لطرد الروس من ضواحي المدينة. وبحلول 6 يونيو، أسفر القصف الروسي العشوائي لمقاطعة خاركيف عن مقتل 606 من المدنيين وإصابة 1٫248 آخرين وفقًا لما ورد عن منظمة العفو الدولية.
وقد ساد الاستقرار خطوط المعركة في مقاطعة خاركيف الكبرى في الأشهر القليلة التالية، حيث اعتقد المحللون العسكريون في أوكرانيا والغرب أن روسيا تفتقر إلى القوات البرية التي تمكنها من شن هجمات متجددة. كما تجاوز عدد القتلى في خاركيف 1٫000 بحلول أغسطس، 2022.

## الهجوم المضاد

### المقدمة
في 29 أغسطس، 2022، أعلنت أوكرانيا عزمها على شن هجوم مضاد وشيك في جنوب أوكرانيا، وكان هذا الإعلان جزءًا من أكبر حملة تضليل في هذه الحرب، وكان الهدف منها صرف انتباه القوات الروسية بعيدًا عن مقاطعة خاركيف. واستجابة لهذا الإعلان، أرسلت روسيا الآلاف من قواتها إلى مقاطعة خيرسون مرة أخرى، بما في ذلك وحدات النخبة، مثل جيش دبابات الحرس الأول، مما أضعف قواتها في خاركيف وجعلها عرضة للهجوم.

### المرحلة الأولى: التقدم العسكري (6 – 12 سبتمبر، 2022)

#### التقدم العسكري الأولي
في 6 سبتمبر، 2022، شنت القوات الأوكرانية هجومًا مضادًا في مقاطعة خاركيف  مما فاجئ القوات الروسية. وقد صرح المتحدث باسم القوات الخاصة الأوكرانية، تاراس بيريزوفيتس، في مقابلة أجراها مع صحيفة الجارديان بتاريخ 10، سبتمبر، 2022، أن روسيا «اعتقدت أن [الهجوم المضاد] سيكون في الجنوب... ولكن بدلاً من الجنوب، وقع الهجوم في مكان آخر غير متوقع، مما تسبب في ذعر القوات الروسية وفرارها».
تقدمت القوات الأوكرانية ما لا يقل عن 20 كيلومتر (أي: 12 ميل) في الأراضي التي تسيطر عليها روسيا، واستعادت حوالي 400 كيلومتر مربع (أي: 150 ميل مربع) من تلك الأراضي خلال اليومين الأولى.
وبحلول 9 سبتمبر، اخترقت أوكرانيا الخطوط العسكرية الروسية، حيث ذكر الجيش الأوكراني أنه تقدم حوالي 50 كليومتر (أي: 31 ميل) واستعاد أكثر من 1٫00 كيلومتر مربع (390 ميل مربع) من الإقليم. وضعهم هذا التقدم على بعد حوالي 44 كيلومتر (أي: 27 ميل) شمال غرب مدينة إيزيوم، وهي القاعدة اللوجيستية الرئيسية لروسيا في المنطقة. ويعد هذا التقدم تقدمًا غير مسبوق منذ انسحاب روسيا من مدينة كييف في بداية الحرب. كما وصفت صحيفة واشنطن بوست سيطرة أوكرانيا على مدينة إيزيوم بتاريخ 10 سبتمبر، 2022، بأنه «هزيمة ساحقة» لروسيا. وقدر معهد دراسة الحرب أن القوات الأوكرانية استولت على ما يقرب من 2٫500 كيلومتر مربع (أي: 970 ميل) في عملية التوغل.
وذكر أحد الخبراء العسكريين أنها المرة الأولى التي تفقد فيها روسيا وحدات عسكرية كاملة في معركة واحدة منذ الحرب العالمية الثانية، مما أدى إلى مقارنات واسعة بمعركة تاريخية أخرى في مدينة إيزيوم، وهي هزيمة السوفييت عام 1942 في معركة خاركيف الثانية التي أسفرت عن مقتل أكثر من 200٫000 سوفييتي.

#### عملية التوغل

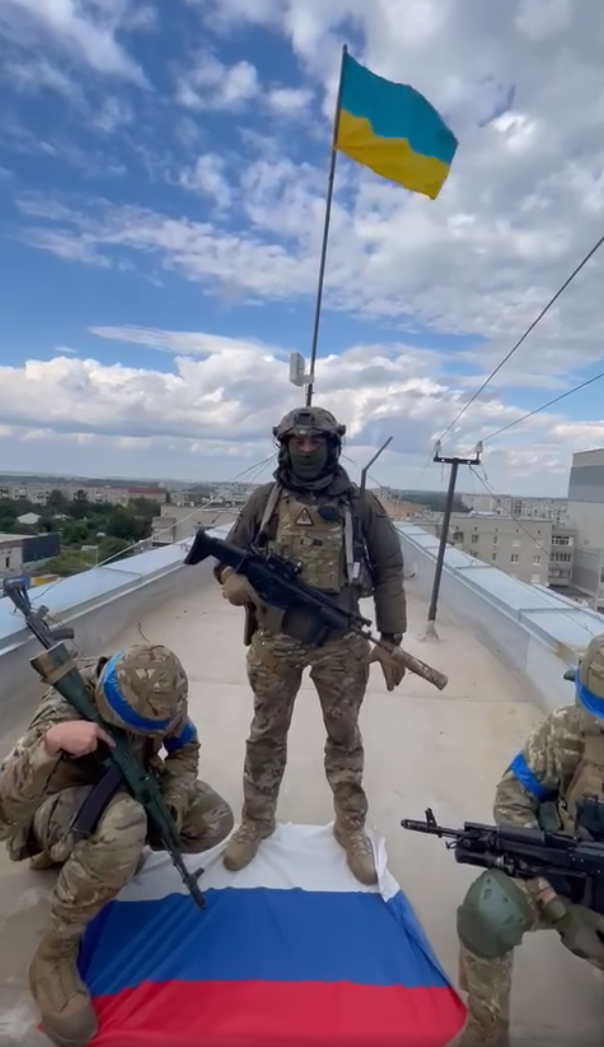
رفع العلم الأوكراني في مدينة بالاكليا، بتاريخ 8 سبتمبر

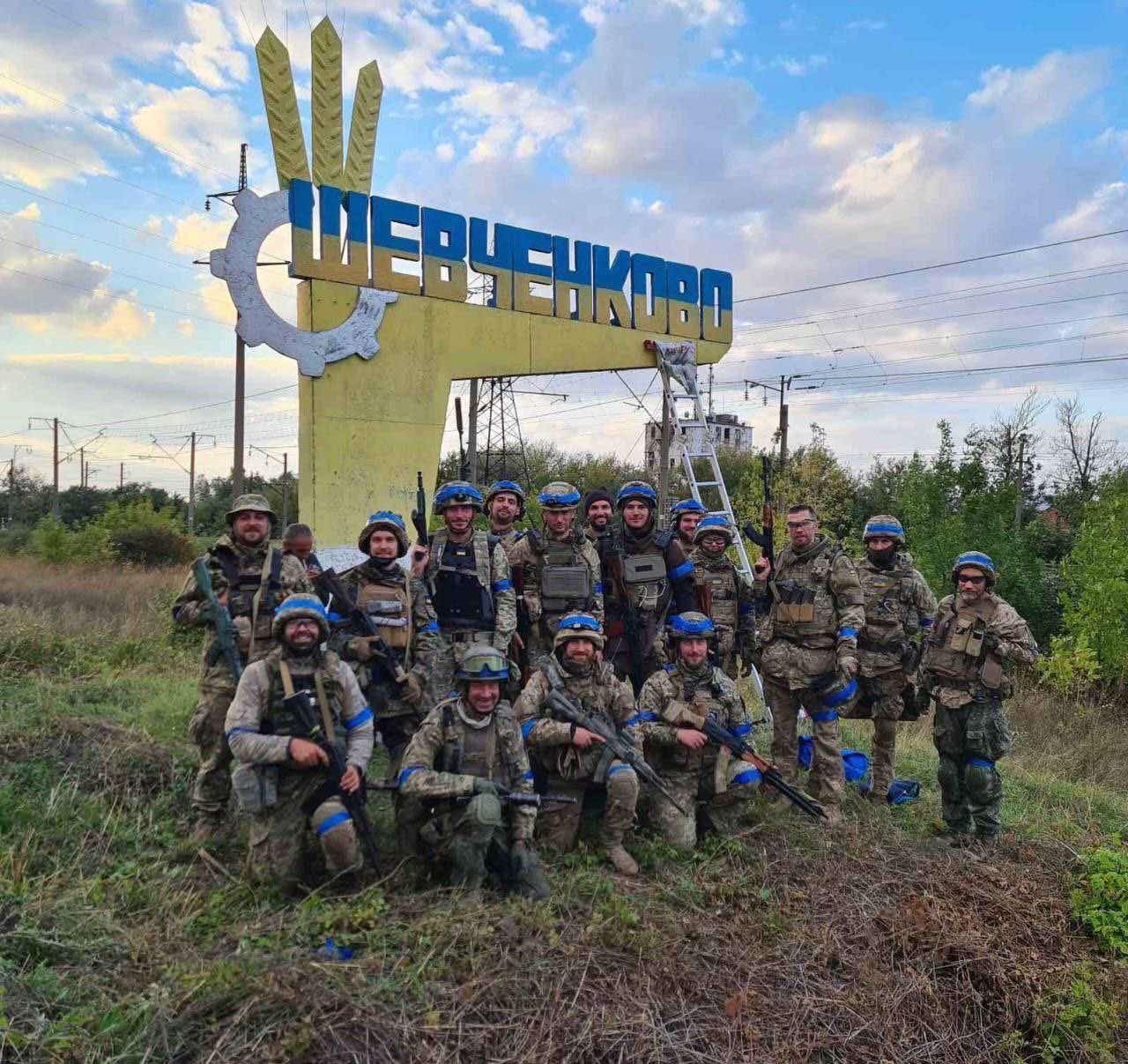
جنود قوات الدفاع الإقليمية الأوكرانية بالقرب من لافتة الدخول إلى قرية شيفتشينكوف، بعد إعادة طلائها من ألوان العلم الروسي إلى ألوان العلم الأوكراني

في 6 سبتمبر، 2022، شنت أوكرانيا هجومًا مضادًا في مقاطعة خاركيف بعد أن حشدت قواتها شمال مدينة بالاكليا، مما دفع القوات الروسية للعودة إلى الضفة اليسرى من نهري دونتس وسيريدنيا بالاكليكا. وفي نفس اليوم، استولت القوات الأوكرانية على قرية فيربيفكا التي تبعد ما يقل عن 3 كيلومترات شمال غرب مدينة بالاكليا. وأفادت عدة مصادر روسية أن القوات الروسية هدمت جسورًا غير محددة في الضواحي الشرقية لمدينة بالاكليا، وذلك لمنع التقدم الأوكراني.
ثم شنت القوات الأوكرانية هجومًا في اتجاه مدينة بالاكليا وقريتي فولوخيف يار وشيفتشينكوف، ومدينة كوبيانسك، بالإضافة إلى مقاطعتي سافينتسي وكوني الواقعة شرق مدينة بالاكليا. ووفقًا لمصادر روسية كانت على على خط الاتصال بين الجيشين، فقد عارضت ميليشيا القوات الانفصالية الروسية في مقاطعة دونباس المزودة بأسلحة خفيفة الأوكرانيين في بعض مناطق خط الاتصال، فيما ذكرت مصادر أوكرانية أن القوات في هذه المنطقة كانت تتألف من جنود روسيين محترفين، وليست مكونة من مجندين من مقاطعة دونباس.
وبحلول اليوم التالي، كانت القوات الأوكرانية قد تقدمت حوالي 20 كيلومتر (أي: 12 ميل) في الأراضي التي تحتلها روسيا، واستعادت ما يقارب 400 كيلومتر مربع (أي: 150 ميل مربع)، كما تمكنت من الوصول إلى مواقع في شمال شرق مدينة إيزيوم. وزعمت مصادر روسية أن هذا النجاح كان على الأرجح بسبب انتقال القوات الروسية إلى مقاطعة خيرسون لصد الهجوم الأوكراني في تلك المنطقة.
وبحلول 8 سبتمبر، 2022، تقدمت القوات الأوكرانية 50 كيلومتر (أي: 31 ميل) للتوغل في المواقع الدفاعية الروسية شمال مدينة إيزيوم، وفقدت الوحدات الخاصة للاستجابة السريعة التابعة لقوات الحرس الوطني الروسي السيطرة على مدينة بالاكليا التي تبعد حوالي 44 كيلومتر شمال غرب مدينة إيزيوم، على الرغم من أن أوكرانيا لم تفرض سيطرتها على مدينة إيزيوم حتى 10 سبتمبر. واستعادت القوات الأوكرانية أكبر قاعدة لتخزين الذخيرة في المديرية المركزية للصواريخ والمدفعية التابعة للقوات المسلحة الأوكرانية بالقرب من مدينة إيزيوم. كما استعادت القوات الأوكرانية السيطرة على أكثر من 20 مستوطنة. وفي نفس اليوم، ذكرت وسائل الإعلام الأوكرانية أن القوات الأوكرانية ألقت القبض على ضابط روسي رفيع المستوى في جبهة خاركيف. وبالاستناد على الصور التي يظهر فيها، فقد رجح الكثيرون بأنه الفريق أندريه سيشيفوي، قائد المنطقة العسكرية الغربية للقوات المسلحة الروسية.
وفي 9 سبتمبر، 2022، أمرت الإدارة المدعومة من روسيا بإجلاء السكان من مدينة إيزيوم وكوبيانسك وفيليكي برلوك إلى روسيا. كما أفاد السكان المحليون في وقت لاحق أن الجنود الروس في المنطقة بدأوا بالفرار من القرى في ذلك الوقت، تاركين وراءهم أسلحتهم، قبل وصول القوات الأوكرانية. في وقت لاحق ذلك اليوم، وصلت القوات الأوكرانية إلى مدينة كوبيانسك، وهي مركز عبور حيوي عند تقاطع العديد من خطوط السكك الحديدية الرئيسية التي تزود القوات الروسية بالإمدادات في الجبهة. وقال معهد دراسة الحرب أنه يرجح سقوط مدينة كوبيانسك في غضون 72 ساعة. وأُرسلت وحدات الاحتياط الروسية لتعزيز القوات في كل من كوبيانسك وإيزيوم للتصدي للتقدم الأوكراني.
وفي 10 سبتمبر، 2022، استعادت القوات الأوكرانية مدينتي كوبيانسك وإيزيوم، وورد أن القوات الأوكرانية كانت تتقدم نحو ليمان. كما نشرت مستشارة رئيس مجلس خاركيف الإقليمي، ناتاليا بوبوفا، صوراً على فيسبوك لجنود يحملون العلم الأوكراني خارج مجلس مدينة كوبيانسك. وتحرك مسؤولو الأمن والشرطة الأوكرانيون إلى المستوطنات التي تمت استعادتها للتحقق من هوية بقي تحت الاحتلال الروسي. وفي وقت لاحق من ذلك اليوم، ادعى محافظ مقاطعة لوهانسك، سيرهي هايداي، أن الجنود الأوكرانيين تقدموا إلى ضواحي مدينة ليسيتشانسك، بينما أفادت التقارير أن الثوار الأوكرانيين تمكنوا من الاستيلاء على أجزاء من مدينة كريمينا. وذكر هايداي أن القوات الروسية فرت من مدينة كريمينا، وتركتها «فارغة تمامًا».
ذكرت صحيفة نيويورك تايمز أن «سقوط مدينة إيزيوم ذات الأهمية الاستراتيجية في شرق أوكرانيا، هو أشد ضربة قاصمة لروسيا منذ انسحابها المهين من كييف». ورد المتحدث باسم وزارة الدفاع الروسية، إيغور كوناشينكوف، على هذه التطورات بزعم أن القوات الروسية في مدينتي بالاكليا وإيزيوم «ستعيد تجميع صفوفها» في منطقة دونيتسك «من أجل تحقيق الأهداف المعلنة للعملية العسكرية الخاصة لتحرير مقاطعة دونباس». وقال الرئيس الأوكراني، زيلينسكي، أن «الجيش الروسي في هذه الأيام يظهر أفضل ما لديه، وهو إدارة ظهره. وبالطبع، فإن الهرب قرار في صالحهم» وزعم أن أوكرانيا استعادت 2٫000 كيلومتر مربع (أي: 770 ميل مربع) منذ بداية الهجوم المضاد.
وفي 11 سبتمبر، 2022، ذكرت مجلة نيوزويك أن القوات الأوكرانية «توغلت في الخطوط الروسية لما يصل إلى 70 كيلومترًا في بعض المواقع، واستعادت أكثر من 3٫000 كيلومتر مربع من الأراضي منذ 6 سبتمبر». وأفادت التقارير في موقع objectiv.tv أن القوات الروسية قد انسحبت من مدينة كوزاشا لوبان، وأن السكان المحليين رفعوا العلم الأوكراني بجوار مبنى بلدية المدينة. وأكدت خريطة استخدمت في إيجاز قدمته وزارة الدفاع الروسية في نفس اليوم أن القوات الروسية قد انسحبت من منطقة كوزاشا لوبان، ومدينة فوفتشانسك، وعدة مستوطنات أخرى على الحدود الأوكرانية الروسية. كما استعادت أوكرانيا مدينة فيليكيي بورلوك.

#### انسحاب روسيا من مقاطعة خاركيف غرب نهر أوسكيل

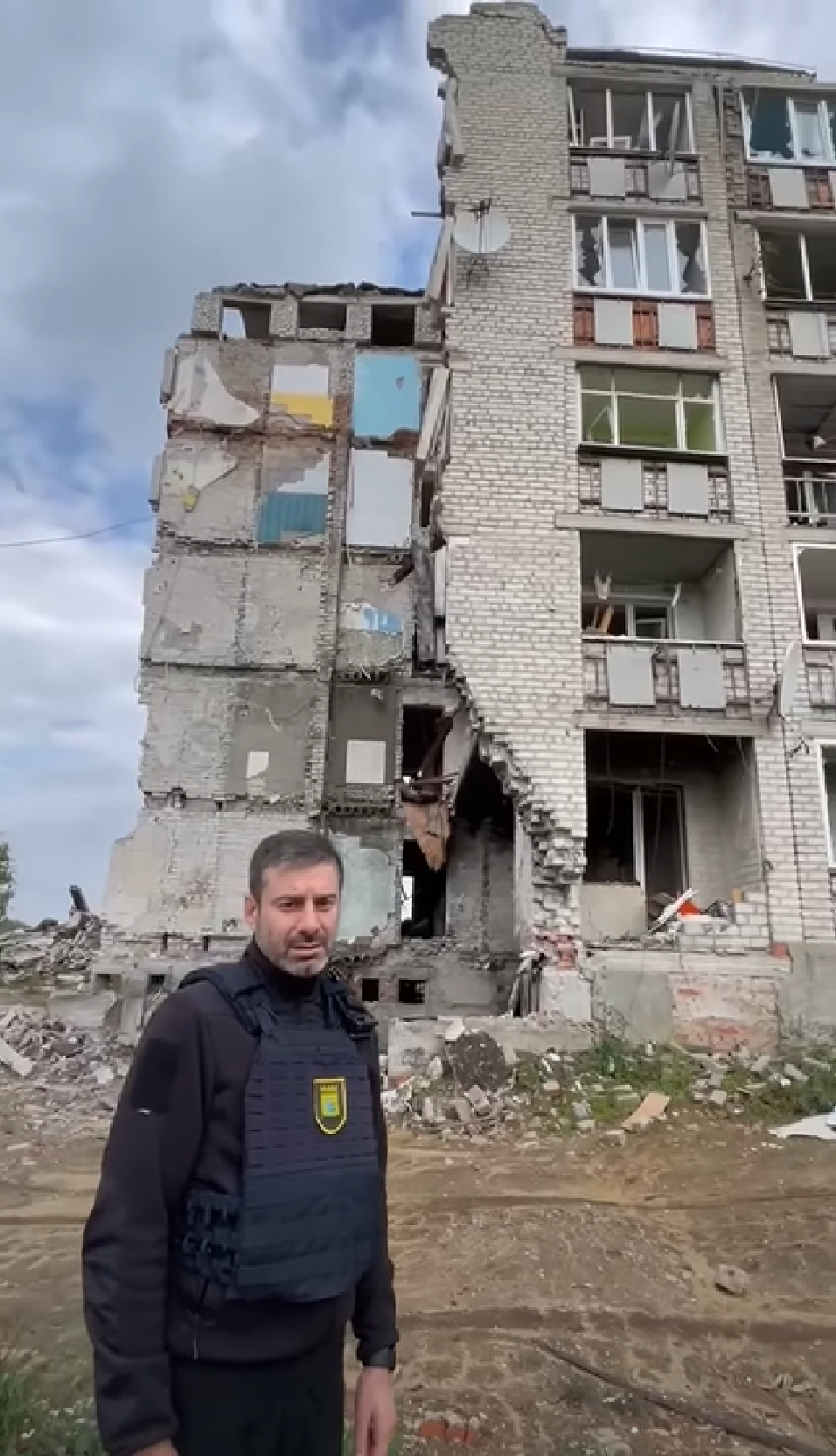
القوات الأوكرانية تعرض المباني في إيزيوم بعد تحريرها، بتاريخ 17 سبتمبر، 2022

بعد ظهر يوم 11 سبتمبر، 2022، أعلنت وزارة الدفاع الروسية انسحاب القوات الروسية رسميًا من جميع مناطق خاركيف تقريبًا، كما أعلنت أن «عملية تقليص عدد القوات ونقلها ’قيد التنفيذ‘». في الساعة 08:06 من مساء ذلك اليوم، تعرضت مواقع البنية التحتية الحيوية الأوكرانية (بما في ذلك محطة توليد الطاقة المشترك خاركيف تي-إي-سي-5) لصواريخ من نوع كاليبر كروز. وانقطعت الكهرباء إثر هذا الهجوم في مقاطعات بولتافا، وسومي، وخاركيف، ودنيبروبتروفسك، وأوديسا (جزئيًا)، ودونيتسك. وفي تلك الأثناء، استمرت الاشتباكات بين المهاجمين الأوكرانيين والمدافعين الروس في مدينة ليمان. كما ورد أنه من المرجح استيلاء القوات الأوكرانية على مدينة بيلوهوريفكا.[بحاجة لتحديث]
وفي 12 سبتمبر، 2022، وفقًا لإيجاز هيئة الأركان العامة للقوات المسلحة الأوكرانية، فقد طردت قوات الدفاع الأوكرانية القوات الروسية في أكثر من 20 مستوطنة، وعلى وجه الخصوص، غادر الروس قريتي فيليكي برلوك ودفوريتشنا في مقاطعة خاركيف. وصرح رئيس سلطة الاحتلال الروسي في خاركيف، فيتالي غانشيف، لتلفزيون روسيا (روسيا 24) أن عدد القوات الأوكرانية فاق عدد القوات الروسية بـ «8 أضعاف». كما أُغلق المعبر الحدودي إلى روسيا في بيلغورود بعد «إجلاء» حوالي 5٫000 مدني إلى روسيا.
و بحلول 13 سبتمبر، 2022، استعادت أوكرانيا كامل مقاطعة خاركيف المحتلة غرب نهر أوسكيل حيث ذكرت وسائل الإعلام الحكومية أن القوات الأوكرانية دخلت مدينة فوفتشانسك.

#### مكاسب أخرى
في صباح يوم 11 سبتمبر، 2022، زعم محافظ مقاطعة لوهانسك الأوكراني، سيرهي هايداي، أن القوات الروسية غادرت في الغالب ستاروبيلسك. وفي الرسالة نفسها، ذكر أن سلطات الاحتلال الروسية كانت تغادر أيضًا المدن التي ضمتها روسيا في عام 2014.
وفي 12 سبتمبر، 2022، حررت القوات الأوكرانية مدينة سفياتوهيرسك التي استولت عليها القوات الروسية في يونيو، 2022، كما اقتربت من الحدود الإدارية بين مقاطعتي خاركيف ودونيتسك، بالإضافة إلى مدينة ليمان، وهي مدينة سكك حديدية إستراتيجية في مقاطعة دونيتسك التي استولت عليها القوات الروسية في أواخر مايو، 2022، بعد خوض معركة شرسة.
وأفادت التقارير بدءً من 12 سبتمبر، 2022، بخروج الجيش الروسي من المناطق التي كانوا يسيطرون عليها سابقًا في مقاطعة لوهانسك، إضافًة إلى انسحابهم من مدينة سفاتوف.
في 12 سبتمبر، ذكر الرئيس الأوكراني، زيلينسكي، أن القوات الأوكرانية استعادت ما يصل إلى 6٫000 كيلومتر مربع من من الأراضي التي كانت تسيطر عليها روسيا في جهتي الجنوب والشرق. ذكر أيضًا في خطابه المسائي في 13 سبتمبر، أن القوات الأوكرانية استعادت 8٫000 كيلومتر مربع من الأراضي التي احتلتها روسيا. ولكن لا يمكن تأكيد هذا التصريح على نحو مستقل.
ووفقًا لموقع أوريكس، فقدت روسيا ما لا يقل عن 338 قطعة من المعدات العسكرية التي تم تدميرها أو إتلافها أو الاستيلاء عليها، بما في ذلك الطائرات المقاتلة، والدبابات، والشاحنات.

### المرحلة الثانية: العبور إلى الضفة اليسرى لنهر أوسكيل (منذ 13 سبتمبر، 2022)

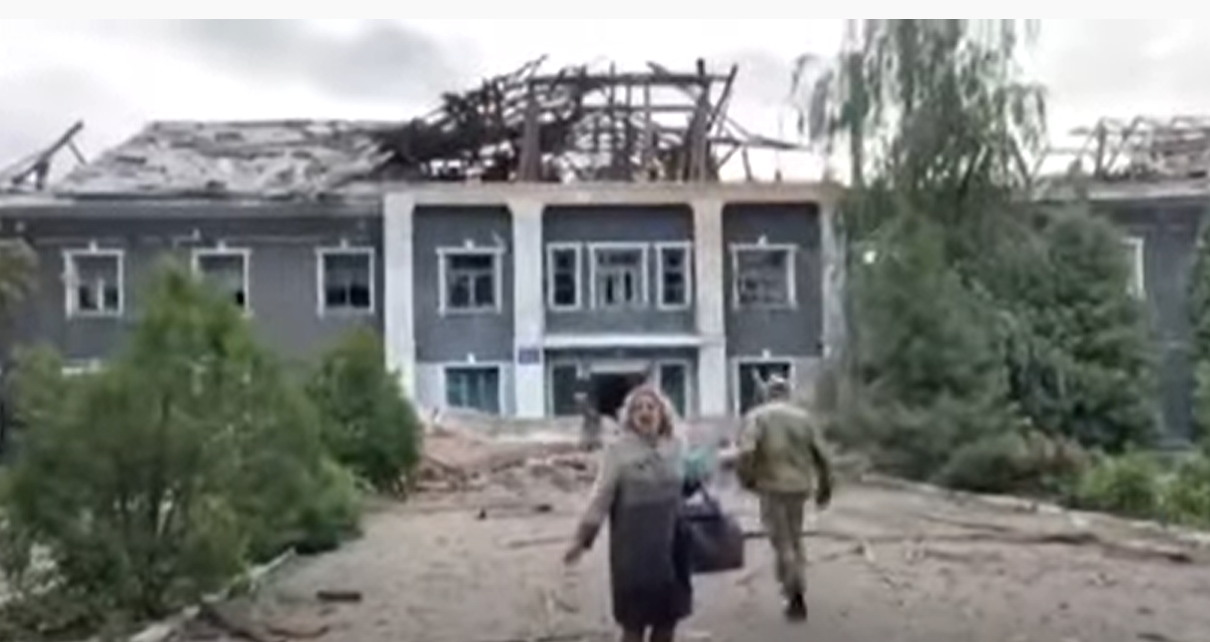
إخلاء مبنى قصفه الجيش الأوكراني في مدينة بيريفالسك (التي احتلتها قوات جمهورية لوهانسك الشعبية)

بالرغم من أن روسيا عقدت العزم على حماية خط المواجهة على طول نهر أوسكيل، إلا أن القوات الأوكرانية كانت قد عبرت النهر بالفعل منذ 13 سبتمبر، 2022، في مواقع متعددة. وفي حوالي 13 سبتمبر، 2022، عبرت القوات الأوكرانية النهر بالقرب من مدينة بوروفا وأنشأت جسرًا هناك.
في 15 سبتمبر، زعمت بعض المصادر الروسية أن القوات الأوكرانية أقامت مواقع مدفعية في قرية رايانيكيفكا، على الجانب الآخر من قرية دفوريتشنا في الضفة الشرقية من نهر أوسكيل. وفي نفس اليوم، استعادت القوات الأوكرانية السيطرة على قرية سوسنوف في مقاطعة دونيتسك، وأجبرت القوات الروسية على الانسحاب من ستودينوك، وهي قرية تقع في مقاطعة خاركيف وجنوب شرق مدينة إيزيوم، لتجنب الحصار.
في 16 سبتمبر، 2022، استولت القوات الأوكرانية على قرية كوبيانسك-فوزلوفي في الضفة الشرقية من نهر أوسكيل، والواقعة في الجهة المقابلة لمدينة كوبيانسك، واستولت أيضًا على الجزء الشرقي من مدينة كوبيانسك، وأنشئت جسرًا آخر فوق نهر أوسكيل، مما يزيد التهديد على خطوط الإمداد الروسية في شمال مقاطعة لوهانسك، ويعرض العمليات الروسية في جميع أنحاء مدينة دونباس للخطر.
بحلول 18 سبتمبر، 2022، أكدت القوات الأوكرانية والمحافظ العسكري لمقاطعة لوهانسك، سيرهي هايداي، على قنواتهما في تطبيق تليجرام أن أوكرانيا عبرت الضفة اليسرى (الجانب الشرقي) من نهر أوسكيل وسيطرت عليه.
في 19 سبتمبر، ثبت أن القوات الأوكرانية قد حررت قرية بيلوهوريفكا، وكان هذا مكسبًا كبيرًا؛ لأن تلك الأراضي جزء من مقاطعة لوهانسك، مما يعني أن روسيا لم تعد قادرة على ادعاء أنها تملك السيطرة الكاملة على المنطقة.